# Escol
|  | Aquest article tracta sobre l'animal mitològic. Vegeu-ne altres significats a «Skoll (satèl·lit)». |

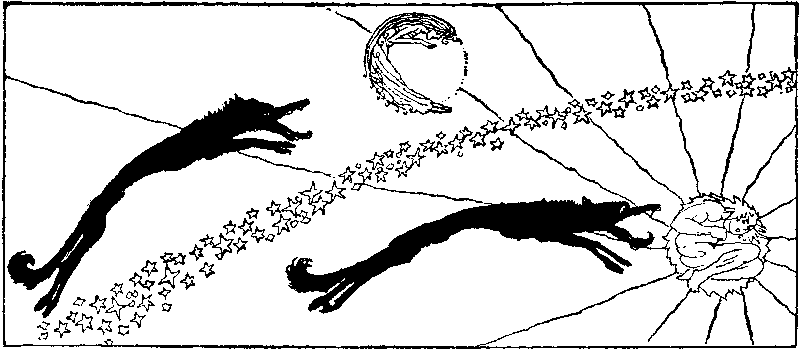
Escol i Hati en la seva persecució

En mitologia nòrdica, Escol (en norrè Skǫll) és un llop, fill de Fenri. Es dedica a empaitar el Sol per intentar menjar-lo. Paral·lelament, el seu germà bessó Hati empaita la lluna. Al Ragnaroc (la fi del món) tots dos assoliran el seu objectiu.